# Werner Schreyer
Werner Schreyer est un mannequin autrichien né à Vienne, en Autriche, le 10 mars 1970.

## Biographie
En plus de l'allemand, qui est sa langue natale, il parle aussi le français, l'italien et l'anglais.
À partir de 1995, Werner Schreyer est l'image de la marque Hugo Boss[Quand ?].
Il a posé pour les catalogues de la Camif dans les années 90.
Il faisait partie de l'Agence Success Paris.
Il est toujours en activité.
Il pose pour la marque Burton en France pour la collection automne-hiver 2014[source secondaire souhaitée].
Depuis 2018, il travaille avec l’artiste Krystel Schmidt avec qui il fait des tableaux et des expositions à plusieurs endroits dans le monde.

## Filmographie
- 1993 : Senso de Gérard Vergez (télévision)
- 1995 : Elisa de Jean Becker
- 1997 : Love in Paris avec Mickey Rourke
- 1997 : Bandits
- 1998 : Ultime Recours (Point Blank) avec Mickey Rourke
- 2007 : Hundert Grad